# Womanizer (Lied)
Womanizer (englisch für: „Frauenheld“) ist ein Lied der US-amerikanischen Pop-Sängerin Britney Spears aus ihrem sechsten Studioalbum Circus, das von Nikesha Briscoe und Rafael Akinyemi (The Outsyders) geschrieben und produziert wurde.

## Hintergrund
Als erste Single aus Circus wurde Womanizer im September 2008 veröffentlicht. Die Single erreichte den 1. Platz der US Billboard Hot 100 – Spears zweiten Nummer-1-Hit nach ihrer Debüt-Single … Baby One More Time aus dem Jahre 1999. Produziert und geschrieben wurde die Single dabei von dem bis dahin noch unbekannten Produzententeam The Outsyders. Des Weiteren konnte die Sängerin mit dem Song drei Rekorde aufstellen, denn mit 285.782 Download-Verkäufen von Womanizer sind dies die höchsten Verkäufe innerhalb der Eröffnungs-Woche in den Billboard Download Charts seit Einführung der Charts im Jahr 2003. Rekordhalterin war bislang Mariah Carey mit Touch My Body und 285.544 Verkäufen. Mit dem Sprung von 96 Plätzen brach sie weiterhin den Rekord von T.I.s Live Your Life, der es von Rang 80 auf die 1 schaffte, für den größten Sprung auf Platz 1 in der Geschichte der US Billboard Hot 100. Gleichzeitig ist Womanizer die Single, die sich innerhalb der Top 100 am meisten verbessert hat. Den Rekord hielt bislang Beyoncé mit Shakira, die einst 91 Positionen innerhalb der Hot 100 mit Beautiful Liar zurücklegten.

## Musikvideo
Regie beim Videoclip zur Single führte Joseph Khan, mit dem Spears bereits an den Videos zu Stronger (2000) und Toxic (2004) zusammenarbeitete. Das Video wurde am 24. und 25. September 2008 in Los Angeles in einigen Restaurants und Clubs gedreht. Dabei gibt es einige Parallelen zwischen dem neuen und den beiden älteren Video-Clips, die mit Khan entstanden sind. So ähnelt die Eröffnungssequenz in Womanizer der von Stronger. Ferner hat ein Nebencharakter, der in der Kopierraum-Szene des neuen Clips zu sehen ist, bereits in Toxic eine Rolle übernommen. Das Video wurde bei den MTV Video Music Awards 2009 als „Bestes Pop-Video“ ausgezeichnet.

## Liveauftritte

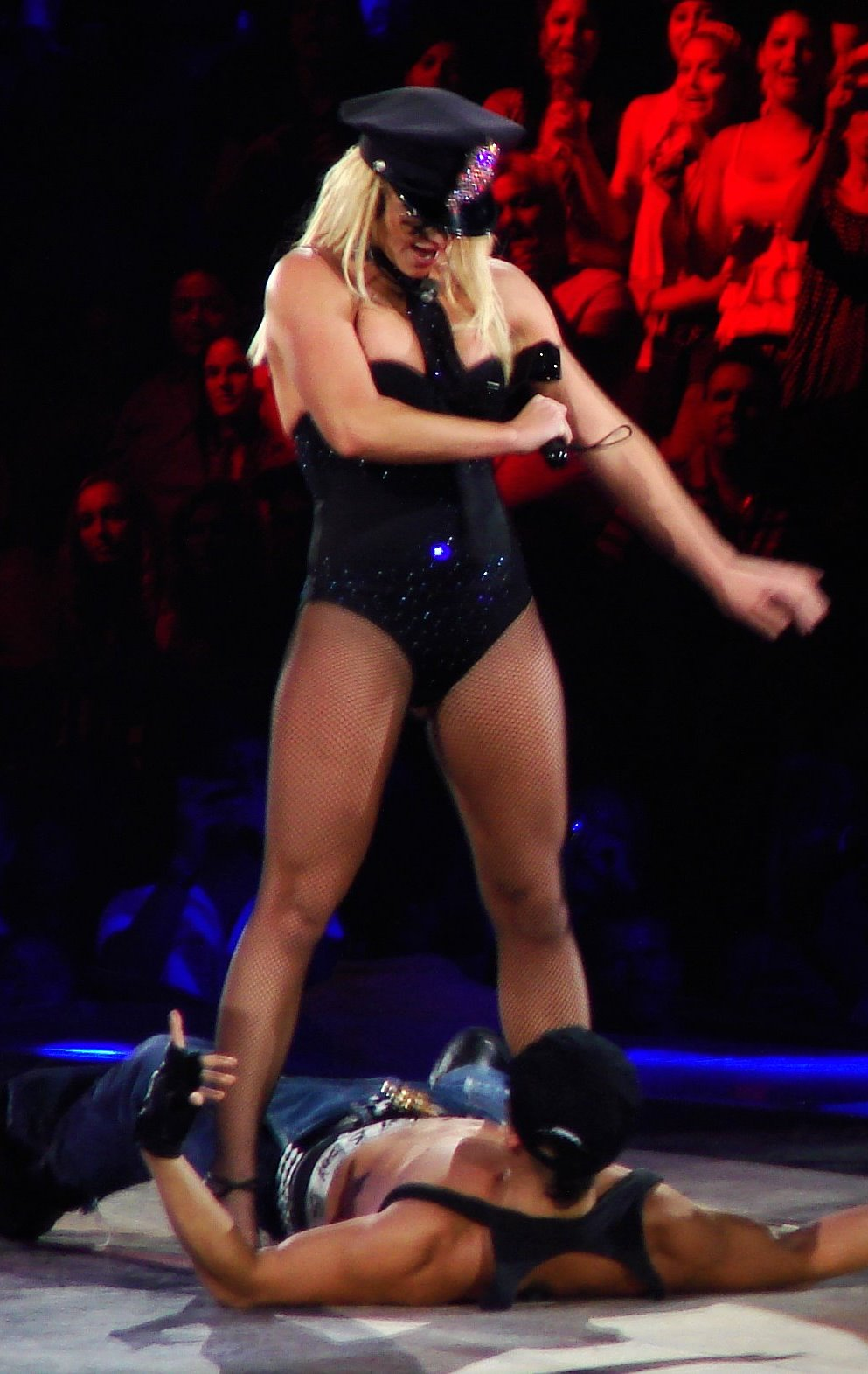
Spears singt Womanizer während ihrer Circus-Tour in Miami (2009)

Womanizer wurde in den Fernsehshows The X Factor, Star Academy, Good Morning America und dem Bambi 2008 zu Promotionzwecken gesungen und war außerdem Teil von Spears’ Circus-Tour. 2011 sang sie das Lied während ihrer Femme Fatale Tour. Es ist ebenfalls Bestandteil ihrer aktuellen Las-Vegas-Show Britney: Piece of Me.

## Rezeption
In den USA konnten über drei Millionen Exemplare abgesetzt werden, was dreimal Platin bedeutet. Somit ist Womanizer dort die erfolgreichste Single von Spears überhaupt, auch kommerziell erfolgreicher als … Baby One More Time. Auch ist die Single mit (You Drive Me) Crazy die erfolgreichste US-Radio-Single der Sängerin überhaupt.
Auch in Kanada, Frankreich, Schweden, Norwegen, Finnland, Dänemark, Israel, Brasilien, Türkei, Kroatien, Singapur, Belgien, Polen und China erreichte Womanizer Platz 1 der jeweiligen Single-Charts.
In Deutschland erreichte die erste Singleauskopplung aus dem sechsten Studioalbum Platz 4, in Österreich ebenfalls und in der Schweiz #2.
In Australien schaffte es der Song bis auf Platz 5 und wurde mit Platin für über 70.000 verkaufte Exemplare ausgezeichnet, während in Großbritannien die Single zunächst Platz 4 durch Downloads einnahm und rund einen Monat später durch die CD-Veröffentlichung auf Platz 3 stieg. Bis dato wurde die Single in Großbritannien über 400.000 Mal verkauft und wurde mit Gold ausgezeichnet. Womanizer wurde auch in Kanada (Platz 1) mit Platin sowie auch in Dänemark ausgezeichnet.
Während das Album Circus von Allheadlinenews.com zum Album des Jahres 2008 gewählt wurde, schaffte es auch Womanizer auf der Liste der besten Songs 2008 auf Platz 1. Aus der Begründung: „Die größte Anzahl der Stimmen konnte jenes Lied verbuchen, dessen sich wiederholender Refrain sich wahrscheinlich noch durch 2009 hindurch in den Köpfen der Hörer festfressen wird. […] Mit brüllenden Sirenen beginnt Britneys Dance/Pop-Rückkehr. Es mag sogar ihre bisher ansteckendste Single überhaupt sein. Und fürs Protokoll: Sie sagt etwa 35 Mal das Wort „Womanizer“.“
Womanizer wurde in der Kategorie „Best Dance Recording“ für einen Grammy im Jahr 2010 nominiert, ging dabei aber leer aus. In Polen wurde Womanizer ebenfalls für den polnischen Grammy Frederyky Awards nominiert, und gewann in der Kategorie International Digital Song of the Year und ist somit der meistverkaufte internationale Download des Jahres 2009 dort.

### Charts und Chartplatzierungen
| ChartsChartplatzierungen       | Höchstplatzierung | Wochen |
| ------------------------------ | ----------------- | ------ |
| Deutschland (GfK)              | 4 (16 Wo.)        | 16     |
| Österreich (Ö3)                | 4 (21 Wo.)        | 21     |
| Schweiz (IFPI)                 | 2 (27 Wo.)        | 27     |
| Vereinigte Staaten (Billboard) | 1 (23 Wo.)        | 23     |
| Vereinigtes Königreich (OCC)   | 3 (30 Wo.)        | 30     |

| ChartsJahrescharts (2008)      | Platzierung |
| ------------------------------ | ----------- |
| Schweiz (IFPI)                 | 56          |
| Vereinigte Staaten (Billboard) | 80          |
| Vereinigtes Königreich (OCC)   | 33          |

| ChartsJahrescharts (2009)      | Platzierung |
| ------------------------------ | ----------- |
| Deutschland (GfK)              | 100         |
| Österreich (Ö3)                | 45          |
| Schweiz (IFPI)                 | 57          |
| Vereinigte Staaten (Billboard) | 39          |

### Auszeichnungen
Die Auflistung der Auszeichnungen bezieht sich nur auf das Lied Womanizer.
| Jahr | Show                      | Auszeichnung                           |
| ---- | ------------------------- | -------------------------------------- |
| 2008 | Virgin Media Music Awards | Best Track 2008: Womanizer 2. Platz    |
| 2008 | Fuse Awards               | Best Video of 2008: Womanizer          |
| 2008 | InMusic Awards            | Best Music Video: Womanizer            |
| 2008 | R&B Junk Awards           | The „Shake your Thang“ Song: Womanizer |
| 2009 | NRJ Music Awards          | Video Of the Year: Womanizer           |
| 2009 | MTV Video Music Awards    | Best Pop Video: Womanizer              |
| 2010 | Grammy                    | Best Dance Recording nominiert         |
| 2010 | Frederyky Awards          | International Digital Song of the Year |

### Auszeichnungen für Musikverkäufe
| Land/Region                  | Auszeichnungen für Musikverkäufe (Land/Region, Auszeichnung, Verkäufe) | Verkäufe  |
| ---------------------------- | ---------------------------------------------------------------------- | --------- |
| Australien (ARIA)            | Platin                                                                 | 70.000    |
| Belgien (BRMA)               | Gold                                                                   | 15.000    |
| Dänemark (IFPI)              | Platin                                                                 | 15.000    |
| Deutschland (BVMI)           | Gold                                                                   | 150.000   |
| Finnland (IFPI)              | Gold                                                                   | 5.813     |
| Italien (FIMI)               | Gold                                                                   | 35.000    |
| Neuseeland (RMNZ)            | Gold                                                                   | 7.500     |
| Schweden (IFPI)              | Gold                                                                   | 20.000    |
| Spanien (Promusicae)         | Gold                                                                   | 20.000    |
| Vereinigte Staaten (RIAA)    | 6× Platin                                                              | 6.000.000 |
| Vereinigtes Königreich (BPI) | Platin                                                                 | 835.000   |
| Insgesamt                    | 7× Gold · 9× Platin ·                                                  | 7.172.313 |

Hauptartikel: Britney Spears/Auszeichnungen für Musikverkäufe